# كيفن ماكليود (لاعب كرة قدم)
كيفن ماكليود (بالإنجليزية: Kevin McLeod)‏ هو لاعب كرة قدم بريطاني في مركز الوسط، ولد في 12 سبتمبر 1980 في ليفربول في المملكة المتحدة. لعب مع برايتون أند هوف ألبيون وسوانزي سيتي وكولتشستر يونايتد وكوينز بارك رينجرز ونادي إيفرتون ونادي تشيلمسفورد وويكمب وندررز.

## وصلات خارجية
- كيفن ماكليود (لاعب كرة قدم) على موقع قاعدة بيانات كرة القدم.إي يو (الإنجليزية)
- كيفن ماكليود (لاعب كرة قدم) على موقع Soccerbase.com (لاعب) (الإنجليزية)
- كيفن ماكليود (لاعب كرة قدم) على موقع عالم كرة القدم.نت (الإنجليزية)